# Ganne Tikwa
Ganne Tikwa (hebr. גני תקווה) – samorząd lokalny położony w Dystrykcie Centralnym, w Izraelu.
Miejscowość graniczy z miastami Kirjat Ono od zachodu i z Petach Tikwa od północy.

## Historia
Osada została założona w 1949.

## Demografia
Zgodnie z danymi Izraelskiego Centrum Danych Statystycznych w 2006 roku w mieście żyło 12,4 tys. mieszkańców, wszyscy Żydzi.
Populacja miasta pod względem wieku:
| Wiek (w latach) | Procent populacji w % |
| --------------- | --------------------- |
| 0-4             | 9,1%                  |
| 5-9             | 8,7%                  |
| 10-14           | 8,2%                  |
| 15-19           | 7,6%                  |
| 20-29           | 14,0%                 |
| 30-44           | 19,9%                 |
| 45-59           | 19,6%                 |
| ponad 60        | 12,9%                 |

Źródło danych: Central Bureau of Statistics.